# Blagodarny
Blagodarny (russisch Благода́рный) ist eine Stadt mit 32.725 Einwohnern (Stand 14. Oktober 2010) im Föderationskreis Nordkaukasus in Russland. Sie befindet sich im Kaukasusvorland in der Region Stawropol, etwa 150 Kilometer östlich von Stawropol, an der Mokraja Buiwola (einem Nebenfluss der Kuma).
Blagodarny ist Verwaltungszentrum des gleichnamigen Rajons.

## Geschichte
Die Stadt wurde 1782 als Dorf mit dem Namen Blagodarnoje (Благода́рное) gegründet und erhielt 1971 den Stadtstatus und den heutigen Namen Blagodarny – zu deutsch die Dankbare [Stadt].

### Bevölkerungsentwicklung
| Jahr | Einwohner |
| ---- | --------- |
| 1897 | 12.212    |
| 1939 | 16.089    |
| 1959 | 14.900    |
| 1970 | 20.168    |
| 1979 | 22.706    |
| 1989 | 27.828    |
| 2002 | 34.500    |
| 2010 | 32.725    |

Anmerkung: Volkszählungsdaten

## Wirtschaft
Blagodarny hat einige wenige Industriebetriebe, wobei der Schwerpunkt in der Nahrungsmittelherstellung liegt. Von Bedeutung ist auch die Landwirtschaft, die im Rajon Blagodarny betrieben wird.